# Trogons (orde)
De trogons vormen de monotypische orde Trogoniformes die één familie bevat, de Trogonidae. 

## Beschrijving
Trogons zijn beroemd om hun kleuren. Vooral het metaalachtige groen en helderrood zijn bij veel soorten trogons opvallend. Ook kenmerkend zijn de gekleurde, onbeveerde ringen die veel trogons om hun oog hebben. Hun snavel is kort en breed, hun vleugels afgerond en vaak hebben ze een lange staart. Bij de legendarische quetzal uit Midden-Amerika is de staart van het mannetje extreem lang en hangt deze tijdens het broeden buiten het nesthol. Uniek is dat de binnenste twee tenen van elke poot bij trogons naar achteren wijzen. Trogons voeden zich met vruchten, zaden en insecten. 

## Verspreiding en leefgebied
Trogons komen voor in tropische bossen over de hele wereld, maar de grootste diversiteit wordt bereikt in het Neotropisch gebied. Het geslacht Apaloderma bevat drie soorten in Afrika, en de geslachten Harpactes en Apalharpactes komen voor in Azië. De overige vier geslachten komen voor in Midden- en Zuid-Amerika. 

## Taxonomie

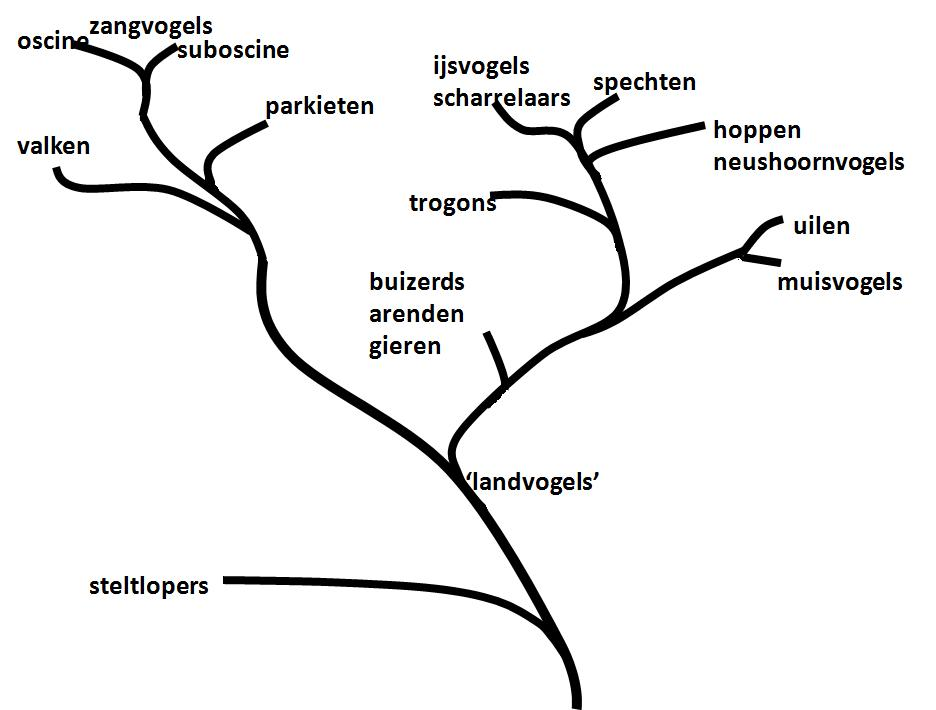
De landvogels volgens Hackett et al.

Er zijn 42 soorten die leven in de tropische bossen van Amerika, Afrika en Azië. Van trogons werd lang gedacht dat ze het meest verwant zijn aan de scharrelaarvogels, een orde waartoe bijvoorbeeld ook de ijsvogels, scharrelaars en de bijeneters behoren. Volgens een publicatie uit 2003 zouden ze een gemeenschappelijke voorouder delen met de vetvogel. Echter, in later DNA-onderzoek naar de taxonomie van de vogels werd dit niet bevestigd. In plaats daarvan vond men dat de trogons een plaats innemen binnen de grote groep van 'landvogels' waartoe, naast de scharrelaarvogels, ook de zangvogels behoren.
De oudste fossielen van trogons zijn bekend uit het Vroeg-Eoceen van Europa, waaruit blijkt dat de familie in vroegere tijden een ruimere verspreiding had dan nu. De Septentrogon madseni is de oudst bekende trogon; een fossiele schedel is gevonden in Denemarken en dateert van 49 miljoen jaar geleden. 

### Geslachten
- Euptilotis Gould, 1858
- Pharomachrus de la Llave, 1832
- Priotelus Gray, GR, 1840
- Trogon Brisson, 1760
- Apaloderma Swainson, 1833
- Apalharpactes Bonaparte, 1854
- Harpactes Swainson, 1833

Accipitriformes (roofvogels en gieren, exclusief valken) · Aegotheliformes (dwergnachtzwaluwen) · Anseriformes (eendachtigen) · Apodiformes (gierzwaluwen en kolibries) · Apterygiformes (kiwi's) · Bucerotiformes (neushoornvogels) · Caprimulgiformes (nachtzwaluwen) · Cariamiformes (seriema's) · Casuariiformes (kasuarissen en emoe) · Charadriiformes (steltloperachtigen) · Ciconiiformes (ooievaarachtigen) · Coliiformes (muisvogels) · Columbiformes (duiven) · Coraciiformes (scharrelaars) · Cuculiformes (koekoekachtigen) · Eurypygiformes (kagoe en zonneral) · Falconiformes (valken en caracara’s) · Galliformes (hoenderachtigen) · Gaviiformes (duikers) · Gruiformes (kraanvogelachtigen) · Leptosomiformes (koerol) · Mesitornithiformes (steltrallen) · Musophagiformes (toerako's) · Nyctibiiformes (reuzennachtzwaluwen) · Opisthocomiformes (hoatzin) · Otidiformes (trappen) · Passeriformes (zangvogels) · Pelecaniformes (pelikanen, reigerachtigen, ibissen en lepelaars) · Phaethontiformes (keerkringvogels) · Phoenicopteriformes (flamingo's) · Piciformes (spechtachtigen) · Podargiformes (kikkerbekken) · Podicipediformes (futen) · Procellariiformes (buissnaveligen) · Psittaciformes (papegaaiachtigen) · Pterocliformes (zandhoenders) · Rheiformes (nandoes) · Sphenisciformes (pinguïns) · Steatornithiformes (vetvogel) · Strigiformes (uilen) · Struthioniformes (loopvogels o.a. struisvogel) · Suliformes (slangenhalsvogels, fregatvogels, aalscholvers en janvangenten) · Tinamiformes (stuithoenders) · Trogoniformes (trogons)

 Portaal Vogels · Indeling van de vogels